# Salmo 37

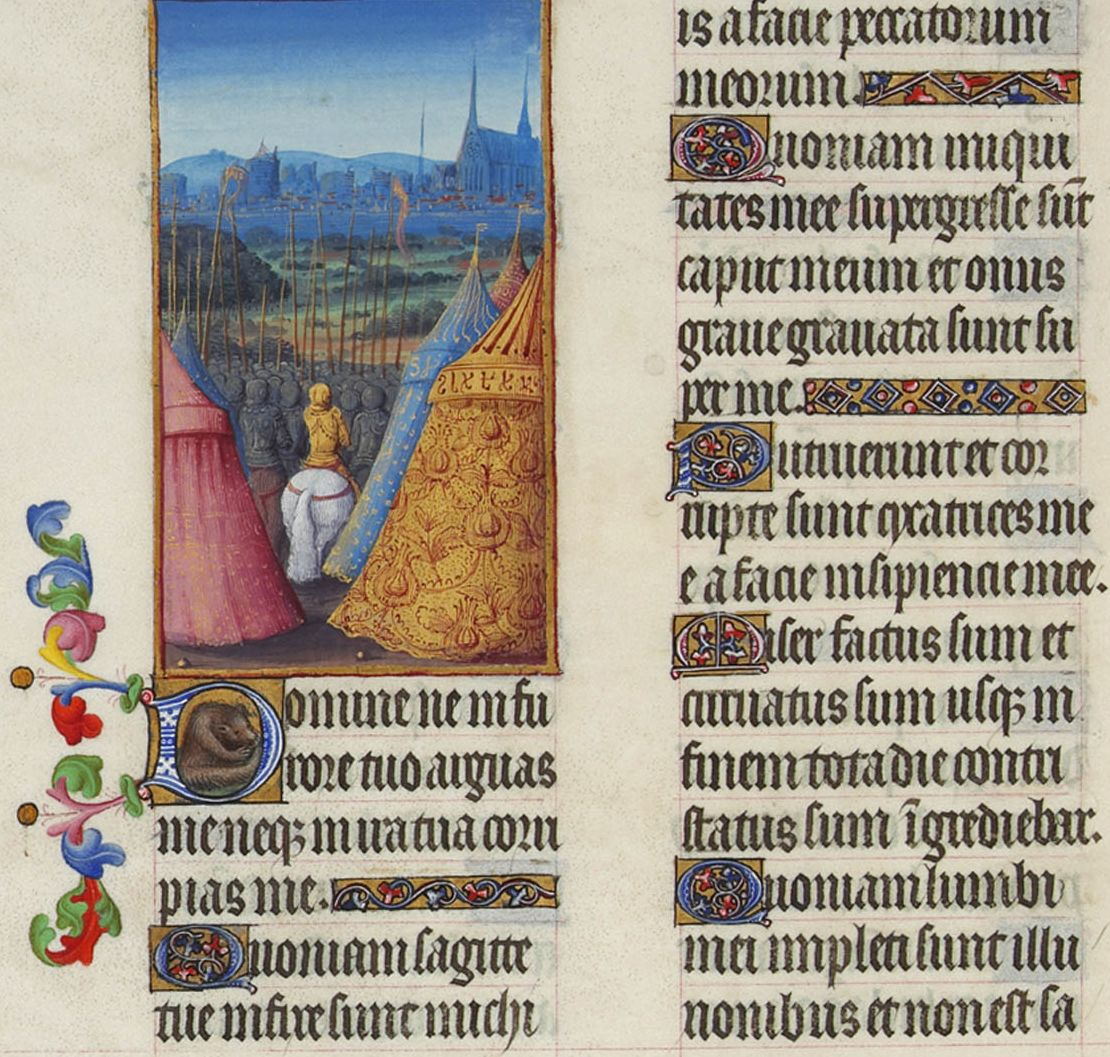
Manoscritto miniato del salmo 37.

Il salmo 37 (36 secondo la numerazione greca) costituisce il trentasettesimo capitolo del Libro dei salmi.
Fu messo in musica da Josquin des Prez.